# Cyatholipus isolatus
Espèce
Cyatholipus isolatus est une espèce d'araignées aranéomorphes de la famille des Cyatholipidae.

## Distribution
Cette espèce est endémique du Limpopo en Afrique du Sud,.

## Description
La femelle holotype mesure 1,92 mm et le mâle décrit par Griswold en 2001 mesure 1,85 mm.

## Publication originale
- Griswold, 1987 : A review of the southern African spiders of the family Cyatholipidae Simon, 1894 (Araneae: Araneomorphae). Annals of the Natal Museum, vol. 28, no 2, p. 499-542 (texte intégral).